# Mohamed Magdy
Mohamed Magdy (tiếng Ả Rập: محمد مجدي; sinh ngày 5 tháng 5 năm 1996) là một cầu thủ bóng đá người Ai Cập hiện tại thi đấu ở vị trí tiền vệ tấn công cho câu lạc bộ Ai Cập Al Ahly.